# Saint-Jacut-de-la-Mer
Saint-Jacut-de-la-Mer (tiếng Breton: Sant-Yagu-an-Enez) là một xã của Pháp.

## Dân số
Người dân ở Saint-Jacut-de-la-Mer được gọi là Jagüens.